# Арвидсон, Тобиас
Тобиас Арвидсон (швед. Tobias Arwidson; род. 7 июня 1988, Лима) — шведский биатлонист. Участник Зимних Олимпийских игр в 2014 года в Сочи. Завершил карьеру.

## Биография
Биатлоном начал заниматься в 8 лет. С 2004 года входит в состав национальных команд Швеции по биатлону. На этапах Кубка мира Арвидсон дебютировал в сезоне 2010/2011 в родном Эстерсунде. В индивидуальной гонке он занял 40-е место и набрал своё первое очко в общем зачете Кубка мира. В 2013 году в болгарском Банско швед стал серебряным призёром Чемпионата Европы в индивидуальной гонке.

### Участие в Олимпийских играх
| Год  | Место проведения | Спринт | Гонка преследования | Индивидуальная гонка | Масс-старт | Эстафета | Смешанная эстафета |
| ---- | ---------------- | ------ | ------------------- | -------------------- | ---------- | -------- | ------------------ |
| 2014 | Сочи             | 42     | 28                  | 41                   | —          | 10       | —                  |

### Кубок мира
- 2010/11 — 108-е место (1 очко)
- 2012/13 — 90-е место (12 очков)
- 2013/14 — 58-е место (64 очка)